# Catasetum tenuiglossum
Catasetum tenuiglossum är en orkidéart som beskrevs av Karlheinz Senghas. Catasetum tenuiglossum ingår i släktet Catasetum och familjen orkidéer.
Artens utbredningsområde är Peru. Inga underarter finns listade i Catalogue of Life.